# Dani Requena
Daniel Requena Sánchez (Cenes de la Vega, 12 de febrero de 2004) es un futbolista español que juega como centrocampista en el Córdoba C.F. de la Segunda División de España.

## Trayectoria
Nacido en el municipio de Cenes de la Vega, se une al fútbol base del Villarreal CF en 2016 tras representar al CF Sierra Nevada Cenes y al Granada CF.Debuta con el segundo filial del Villarreal CF el 28 de octubre de 2022 al entrar como suplente en la segunda mitad de un empate por 1-1 frente al Atlético Levante UD de la Tercera Federación.El 4 de enero de 2023 renueva su contrato con el club hasta 2026.
Logra debutar con el filial en la Segunda División el 27 de mayo de 2023 al entrar como suplente en los minutos finales de una derrota por 4-3 frente al FC Andorra.Asciende definitivamente al filial la temporada siguiente para disputar la Segunda División de España 2023-24.
El 22 de julio de 2025, es cedido al Córdoba C.F. de la Segunda División, hasta final de temporada.

## Clubes
Actualizado al último partido disputado el 03 de septiembre de 2025.
| Club              | País   | Año       | Partidos | Goles |
| ----------------- | ------ | --------- | -------- | ----- |
| Villarreal CF "C" | España | 2022-2023 | 6        | 0     |
| Villarreal CF "B" | España | 2023-2025 | 65       | 3     |
| Córdoba C.F.      | España | 2025-2026 |          |       |